# Надарци
Надарци е село в Южна България. То се намира в община Смолян, област Смолян.

## География
Село Надарци се намира в планински район.

## Културни и природни забележителности
Близо до селото се намира Надарската пещера. В нея намерената керамика е нехарактерна, тракийска и може да се отнесе през цялото първо хилядолетие пр. н.е.